# Andrei Mijnevich
Andrei Mijnevich (Bielorrusia, 12 de julio de 1976) es un atleta bielorruso, especialista en la prueba de lanzamiento de peso, en la que ha logrado ser campeón mundial en 2003.

## Carrera deportiva
En el Mundial de París 2003 ganó la medalla de oro en lanzamiento de peso, con una marca de 21.69 metros que fue su mejor marca personal, por delante del estadounidense Adam Nelson (plata) y el ucraniano Yuriy Bilonoh (bronce).